# 韋朗德里 (北達科他州)
韋朗德里（英語：Verendrye）是位於美國北達科他州麥克亨利縣的非建制地區。

## 地理
韋朗德里所處的海拔為高於海平面471米（即1545英呎），而該地所採用的時區為UTC-6，即北美中部时区（CST）。同時該地設有夏令時間，為UTC-6調快一小時，即UTC-5（CDT）。